# Coccophagus fasciatus
Coccophagus fasciatus är en stekelart som beskrevs av Annecke och Insley 1970. Coccophagus fasciatus ingår i släktet Coccophagus och familjen växtlussteklar. Inga underarter finns listade i Catalogue of Life.